# 比尔吉特·尼尔森

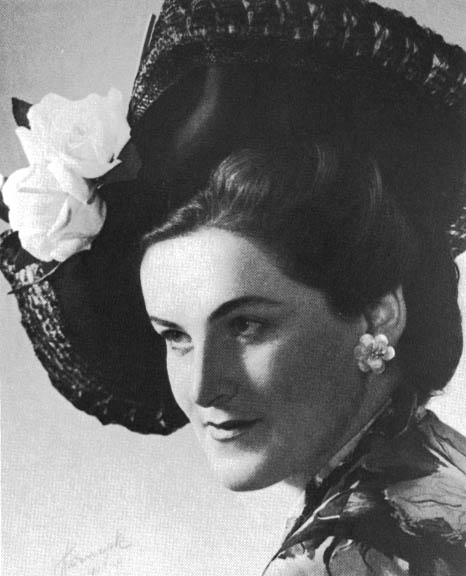
1948年的比尔吉特·尼尔森

梅尔塔·比尔吉特·尼尔森（瑞典語：Märta Birgit Nilsson；1918年5月17日—2005年12月25日）是一位瑞典歌剧女高音。生于瑞典南部斯科讷省，她是二战后（从50年代末到80年代中引退）瓦格纳女高音的代表人物。

## 职业生涯
1946年在斯德哥尔摩上演的歌剧自由射手中，尼尔森扮演女主角阿伽特。那是她的首演。1947年同样是在斯德哥尔摩，她扮演的麦克白夫人引起轰动。1954年她首次登台维也纳国家歌剧院。
1959年她在纽约的大都会歌剧院中，演唱了伊索尔德。当时她的演唱征服了整个北美洲。
在各大歌剧院都可看到尼尔森的身影，诸如慕尼黑、东京、巴黎、布宜诺斯艾利斯、芝加哥、三藩市和汉堡。1954到1970年间她年年登台拜羅伊特音樂節，其中《尼伯龙根的指环》中布伦希尔德和伊索尔德是她最成功的角色。1969年她在维罗纳竞技场里饰演的图兰多特和1973年在法国南部奥林奇古圆形露天剧场中（卡尔·伯姆指挥，琼·维克斯饰特里斯坦）饰演的伊索尔特引起了巨大轰动。
比尔吉特·尼尔森是维也纳爱乐管弦乐团的荣誉成员。  
据瑞典《Expressen》和《Svenska Dagbladet》报道，比尔吉特·尼尔森于2005年12月25日圣诞节当天于她瑞典南部Bjärlöv的家中逝世，但死讯直到2006年1月11日，即在她出生地Västra Karup举行过葬礼后方才向外界公开。尼尔森长期忍受心脏、肾脏疾患。她在双亲的墓旁被下葬。但进一步的细节并未清楚。
尼尔森于1948年与兽医Bertil Niklasson结婚。夫妇两人并未育有儿女。